# Кацујоши Кувахара
Кацујоши Кувахара (јап. 桑原 勝義; Шизуока, 30. мај 1944) бивши је јапански фудбалер.

## Каријера
Током каријере је играо за Nippon Light Metal и Nagoya Mutual Bank.

## Репрезентација
За репрезентацију Јапана дебитовао је 1965. године. За тај тим је одиграо 2 утакмице.

## Статистика
| Јапан  | Јапан   | Јапан  |
| Година | Наступи | Голови |
| ------ | ------- | ------ |
| 1965.  | 2       | 0      |
| Укупно | 2       | 0      |